# Moravskoslezský Kočov
Moravskoslezský Kočov település Csehországban, Bruntáli járásban. Moravskoslezský Kočov Bruntál, Lomnice, Václavov u Bruntálu, Valšov, Staré Město és Mezina településekkel határos. Lakosainak száma 600 fő (2024. január 1.).

## Népesség
A település lakosságának változását az alábbi diagram mutatja:
| Lakosok száma | 1141 | 1143 | 817  | 436  | 373  | 455  | 539  | 560  | 582  | 600  |
|               | 1869 | 1890 | 1921 | 1950 | 1980 | 2001 | 2017 | 2019 | 2022 | 2024 |